# Béla Bartók
Béla Bartók (i ungersk ordning Bartók Béla), född 25 mars 1881 i Nagyszentmiklós (Sânnicolau Mare) i Österrike-Ungern (i nuvarande Rumänien), död 26 september 1945 i New York i USA, var en ungersk kompositör, pianist och musiketnograf.
Bartóks liv präglades av hans fascination för folkmusik och den skulle också komma att prägla hans egen musik genom hela hans karriär. Hans musik kännetecknas också av övergången från romantik till modernism och uppluckringen av den diatoniskt uppbyggda harmoniken. Vidare finns i Bartóks musik en ständig spänning mellan öst- och västeuropeisk estetik.
Bartók är tillsammans med Zoltán Kodály, Franz Liszt och György Ligeti den främste företrädaren för den ungerska musiken.

## Biografi

### Barndom och tidiga år (1881–1898)

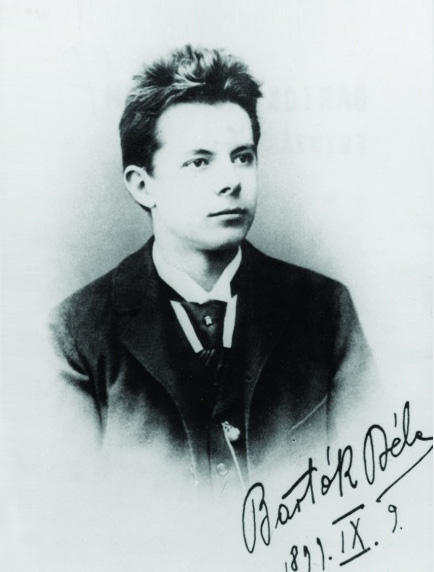
Bartók 9 september 1899

Bartók föddes i den lilla staden Nagyszentmiklós i landskapet Banatet i nuvarande Rumänien, strax söder om gränsen till dagens Ungern och nordost om det nutida Serbien. Han visade en påtaglig musikalisk talang redan som barn. Enligt modern kunde han skilja på olika dansrytmer, som hon spelade på piano redan innan han kunde tala fullständiga meningar. Vid fyra års ålder kunde han spela fyrtio pianostycken och hans mor började undervisa honom mera regelbundet året därpå.
Béla var ett litet och klent barn. Han led av kroniska hudutslag fram till fem års ålder. När han var sju år dog plötsligt hans pappa, som var rektor för en jordbruksskola. Modern flyttade med Béla och systern Erzsébet till Nagyszőlős - idag Vynohradiv i västra Ukraina - och sedan till Pozsony - nuvarande Bratislava i Slovakien. I Pozsony gav Bartók sin första konsert vid elva års ålder och fick ett varmt mottagande av recensenterna. Bland de stycken han framförde fanns hans allra första komposition, skriven två år tidigare; ett kort stycke kallat A Duna Folyása (Donaus lopp). Kort därefter blev han elev hos László Erkel.

### Den tidiga karriären 1899–1908
Mellan 1899 och 1903 studerade Bartók vid Liszt-akademien och hade István Thomán, en elev till Franz Liszt, som lärare i piano och János Koessler som lärare i komposition. Vid akademien träffade han också Zoltán Kodály, som influerade honom på många sätt och också förblev hans kollega och en god vän genom hela livet. År 1903 skrev Bartók sitt första större orkesterverk, Kossuth en symfonisk dikt som är en hyllning till den ungerske hjälten Lajos Kossuth, från revolutionen 1848.
Bartók mötte Richard Strauss i Budapest vid uruppförandet av dennes Also sprach Zarathustra 1902 och Strauss kom att bli den främsta inspirationskällan för Bartóks tidigaste kompositioner. När Bartók på sommaren 1904 besökte en semesterort i Transsylvanien hörde han en ung kvinna, Lidi Dósa från Kibéd, sjunga folkvisor för småbarn som hon passade. Detta tände hans livslånga passion för folkmusik. Från 1907 kom hans musik också att influeras av Claude Debussy, vars kompositioner Kodály fört med sig från Paris. Bartóks storskaliga orkesterverk påminde ännu om Johannes Brahms och Richard Strauss, men vid den här tiden skrev han också ett antal mindre pianostycken som präglades av hans nyvunna intresse för folkmusik. Ett annat tidigt stycke med tydliga influenser av folkmusik är stråkkvartetten nr 1 i a-moll (1908).
År 1907 blev Bartók lärare vid Liszt-akademien. Hans tjänst gjorde att han inte behövde turnera i Europa som pianist utan kunde stanna i Ungern. Bland hans bemärkta studenter då fanns Fritz Reiner, Georg Solti, György Sándor, Ernő Balogh, Lili Kraus, med flera.
Inspirerade både av sitt eget intresse för folkmusik och samtidens nyvaknade intresse för traditionella nationella kulturer företog Bartók och Kodály 1908 en expedition ut på landet för att samla in och forska kring gamla ungerska folkmelodier. Deras upptäckter var överraskande: Den ungerska folkmusiken hade tidigare betecknats som romsk musik (”zigenarmusik”). Det klassiska exemplet på denna missuppfattning är Franz Liszts berömda Ungersk rapsodi för piano, som byggde på den populära konstmusik som spelades av zigenarkapell vid den här tiden. De gamla ungerska folkmelodier som Kodály och Bartók upptäckte hade mycket få likheter med de populära sånger dessa orkestrar framförde. I stället fann de att många folksånger byggde på pentatoniska skalor som påminde om musiken hos orientaliska folk i Centralasien och Sibirien.
Bartók och Kodály började genast använda element från den äkta lantliga ungerska folkmusiken i sina kompositioner. Både Bartók och Kodály använde exakta citat från folkvisor i sina verk och skrev också stycken som direkt kunde härledas till autentiska folkmelodier, till exempel de två häften med pianomusik för barn som Bartók publicerade. Dessa innehöll åttio folkmelodier som han satt ackompanjemang till. Bartóks stil i hans konstmusikaliska kompositioner var en syntes av folkmusik, klassicism och modernism. Hans melodik och harmonik var djupt påverkad av den ungerska folkmusiken, men också av musik från Rumänien och andra länder. Han var särskilt förtjust i de asymmetriska dansrytmer och fräna harmonier man finner i bulgarisk musik. Det mesta av Bartóks musik bjuder på en blandning av nationella och senromantiska element.

### Mellanperioden 1909–1939

#### Privatliv
Béla Bartók gifte sig 1909 med Márta Ziegler (1893–1967). Deras son, Béla III, föddes 1910. Bartók skildes 1923 från sin första hustru Márta och gifte om sig med Ditta (Edith) Pásztory (1903–82), som varit hans pianoelev. Hans andra son, Péter, föddes 1924.
Bartók växte upp i ett katolskt hem, men blev tidigt i sitt vuxna liv ateist. Han drogs därefter till unitarismen och konverterade offentligt 1916. Hans son Béla blev senare ordförande för den ungerska unitariska kyrkan.

#### Opera
År 1911 skrev Bartók det som skulle komma att bli hans enda opera, Riddar Blåskäggs borg, tillägnad hustrun Márta. Han deltog med den i en tävling, men den refuserades av juryn med motiveringen: ”Omöjlig att iscensätta”.
Bartók omarbetade musiken och skrev om slutet inför förberedelserna för uruppförandet 1918. Efter urpremiären tillät inte den reaktionära ungerska regimen, att verkets librettist Béla Balázs som var socialist fick namnges på affischen. Bartók fann sig inte i detta och därför blev det inte några framföranden av verket i Ungern på nästan 20 år. Riddar Blåskäggs borg uppfördes ytterligare bara en gång, 1936, innan Bartók emigrerade till USA för återstoden av sitt liv. Trots att han var passionerat hängiven sitt hemland, dess folk och kultur, kände han sig aldrig särskilt lojal varken mot myndigheter eller etablissemang.

#### Folkmusik och komponerande

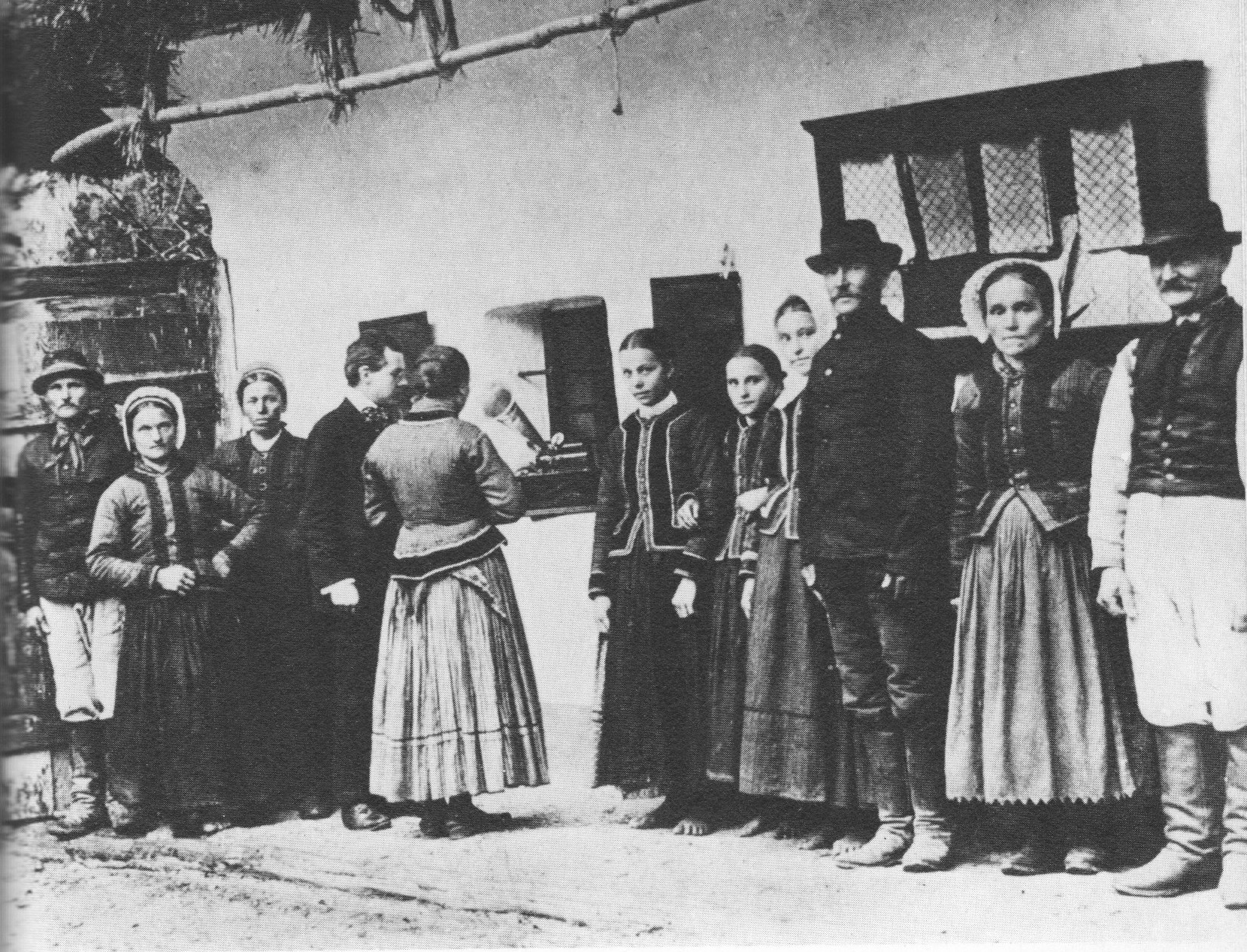
Bartók spelar in folklig sång på fonograf i Darázs 1909.

Efter besvikelsen över det uteblivna operapriset skrev Bartók väldigt lite under flera år. Istället föredrog han, att samla in och arrangera folkmusik. Han gjorde uppteckningar på den Pannoniska slätten av ungersk, slovakisk, rumänsk och bulgarisk folkmusik. Han samlade också in musik från Algeriet. Första världskrigets utbrott tvingade honom att upphöra med expeditionerna och han återvände därför till komponerandet. Han skrev baletten Träprinsen 1914–16 och Stråkkvartett nr 2 1915–17, båda influerade av Claude Debussy. Träprinsen medförde att han nådde viss internationell ryktbarhet.
Han arbetade sedan med en annan balett, Den sällsamme Mandarinen (även Mirakulösa Mandarinen), influerad av Igor Stravinskij, Arnold Schönberg och Richard Strauss. Efter denna följde hans två violinsonater (1921 och 1922), som harmoniskt och formmässigt är något av det mest komplexa han skrivit. Den sällsamme Mandarinen, som är en eländig historia om prostitution, stöld och mord påbörjades 1918, men framfördes inte förrän 1926 på grund av det erotiska innehållet. Han skrev stråkkvartetterna nr 3 och 4 1927 och 1928. Typiska verk för denna period är Divertimento för stråkar (1939) och Musik för stråkar, slagverk och celesta från 1936. Den femte stråkkvartetten (1934) är skriven i en något mer traditionell stil och den sjätte och sista (1939) kvartettens vemod anses bottna i Bartóks mors död och det annalkande kriget i Europa.
Bartók gjorde 1936 en studieresa till Turkiet för att samla in folkmusik.

### Andra världskriget och de sista åren 1940–1945

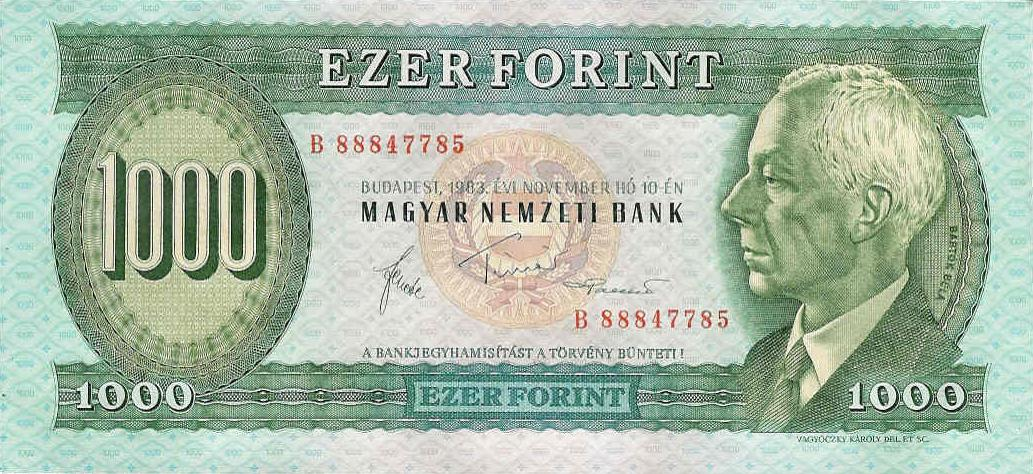
Béla Bartók på en ungersk 1000-forintsedel från 1983. (Ej längre i omlopp.)

När situationen i Europa förvärrades efter andra världskrigets utbrott var Bartók fast besluten att lämna Ungern. Han var stark motståndare till nazismen och Ungerns hållning till Tyskland. Efter nazisternas maktövertagande i Tyskland vägrade han att ge konserter där och han bröt med sin tyska förläggare. Hans liberala hållning vållade honom problem med etablissemanget i Ungern. Efter att först ha skickat iväg sina manuskript emigrerade Bartók motvilligt med sin hustru till USA i oktober 1940. De slog sig ner i New York. Sonen Péter anslöt sig till dem 1942 och mönstrade sedan till USA:s flotta. Den äldste sonen Béla stannade kvar i Ungern.
Bartók kände sig aldrig riktigt hemma i USA. Till en början fann han det svårt att komponera. Trots att han var välkänd i USA som pianist, musikolog och pedagog var han inte känd som tonsättare och hans musik väckte mycket lite intresse under hans sista år. Han och hustrun Ditta gav konserter och på grund av ett forskningsstipendium kunde de arbeta i många år på en stor samling av serbokroatiska folksånger. Deras svårigheter under de första åren mildrades av inkomsterna från royalties, undervisning och konsertframträdanden. Även om Bartóks inkomster var osäkra är det en myt att han dog i fattigdom och elände. Det fanns många tillskyndare, som såg till att det fanns pengar och arbetstillfällen för honom. Bartók vägrade allmänt att ta emot direkt välgörenhet. Trots att han inte var medlem i ASCAP (USA:s motsvarighet till Stim), så bekostade ASCAP all vård han behövde under sina sista två år – och Bartók accepterade detta.
De första symptomen på leukemi kom 1940 när hans vänstra axel visade tecken på att stelna. Under 1942 ökade symptomen och han började få feberattacker, men sjukdomen diagnostiserades inte korrekt trots flera undersökningar. Slutligen, i april 1944, ställdes diagnosen leukemi, men nu fanns inte mycket att göra. När hans kropp inte fungerade vaknade Bartóks kreativa energi och han producerade en sista uppsättning mästerverk, delvis tack vare violinisten Joseph Szigeti och dirigenten Fritz Reiner – Reiner hade varit Bartóks elev och vän sedan tiden på akademien. Den sjätte stråkkvartetten skulle ha kunnat bli Bartók sista verk om det inte varit för dirigenten för Boston Symphony Orchestra Sergej Kusevitskijs beställning av en Concerto for Orchestra (Konsert för orkester), som kom att uruppföras i december 1944 och få mycket fina recensioner. Concerto for Orchestra kom snabbt att bli Bartóks mest omtyckta verk, men han levde inte så länge, att han hann uppleva den stora succén. Han fick också en beställning 1944 av Yehudi Menuhin på en sonat för soloviolin. Han skrev också sin tredje pianokonsert, ett behagfullt, nästan nyklassicistiskt verk och han påbörjade också en violakonsert, som dock inte fullbordades.
Béla Bartók dog i New York den 26 september 1945, 64 år gammal. På begravningen deltog endast tio personer av vilka en var hans vän pianisten György Sándor.
Bartók begravdes först i Ferncliff Cemetery i Hartsdale i New York, men under de sista åren av kommunistiskt styre i Ungern i slutet av 1980-talet flyttades kvarlevorna till Farkasrétikyrkogåden i Budapest och Bartók fick där en statsbegravning den 7 juli 1988.
Han efterlämnade sin tredje pianokonsert nästan färdigskriven. Till violakonserten finns bara skisser och den har aldrig räknats med i verkförteckningen. Båda verken har dock färdigställts av hans elev Tibor Serly. György Sándor var solist vid uruppförandet av pianokonserten den 8 februari 1946. Violakonserten omarbetades av Péter Bartok och denna version anses ligga nära Bartóks egna intentioner.
I Bryssel står en staty av Béla Bartók på Place d'Espagne, nära centralstationen. I London finns också en staty mittemot Kensingtons tunnelbanestation. Ytterligare en staty finns utanför ett av de hus Bartók ägde i norra Budapest, där det numera finns ett museum till hans minne.

## Eftermäle
Nedslagskratern Bartók på planeten Merkurius och asteroiden 4132 Bartók är uppkallade efter honom.

## Musik

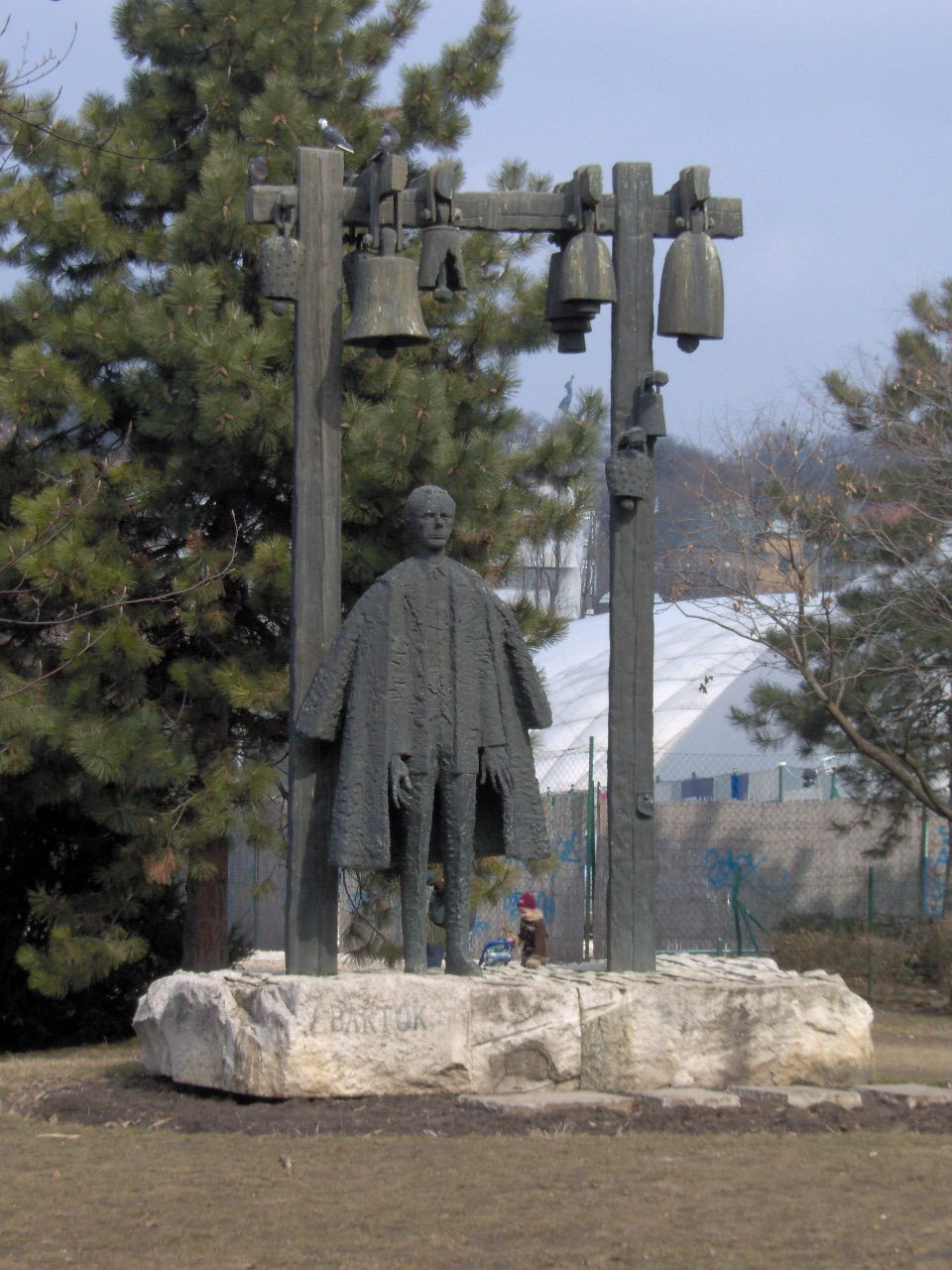
Staty föreställande Bartók från 1981. Skulptör Somogyi József (1916–1993).

### Verk
Se Verklista för Béla Bartók
Bartóks musik uppvisar två trender som på ett dramatiskt sätt förändrade musiken under 1900-talet: uppluckringen av det diatoniskt uppbyggda harmoniska systemet som tonsättare brukat under de föregående tvåhundra åren och nationalismens återfödelse, en trend som började med Glinka och Antonín Dvořák under andra hälften av 1800-talet. I sökandet efter en ny tonalitet vände sig Bartók både till den ungerska folkmusiken och annan musik inom den Pannoniska slätten, men också till Algeriet och Turkiet. På det sättet blev han ett föredöme inom de modernistiska strömningar som utnyttjade inhemsk musik och inhemska tekniker.
Bartóks musik kan grovt delas in efter tre olika perioder i hans liv.

### Ungdom: Senromantik 1890–1902
Bartóks ungdomsverk är komponerade i en senromantisk stil. Mellan nio och tretton års ålder skrev han 31 verk som han gav opusnummer 1 till 31. Fram till 1902 skrev Bartók 74 verk som kan anses vara skrivna i en romantisk stil. De flesta av dessa verk är för piano eller en ensemble där piano ingår. Därtill finns några verk för stråkar. Jämfört med vad han senare åstadkom är dessa verk av mindre betydelse.

### Nya influenser 1903–1911
Under påverkan av Richard Strauss (bland annat Also sprach Zarathustra) komponerade Bartók en symfonisk dikt i tolv delar (tablåer). 1904 kom hans rapsodi för piano och orkester som han också numrerade som opus 1 och markerade på så vis att detta var början till en ny epok i hans konstnärskap. Ännu viktigare detta år var upptäckten av folkmusiken vid resan till Transsylvanien. När han blev kritiserad för att inte använda egna melodier påpekade han att Molière och Shakespeare ofta använde sig av välkända berättelser för sina skådespel. När det gällde användandet av folkmusik i konstmusiken sade han:
| ”                           | Frågan är på vilka sätt som folkmusik övertas och omvandlas till modern musik. Vi kan exempelvis använda en folkmelodi oförändrad eller obetydligt varierad, skriva ett ackompanjemang till den och kanske några inledande och avslutande fraser. Detta sätt skulle vara analogt med Bachs behandling av koralmelodier. […] En annan metod […] är följande: Tonsättaren använder inte en äkta folkmelodi, men skapar en egen imitation av en folkmelodi. Det är egentligen ingen skillnad mellan denna metod och den föregående. […] Det finns också ett tredje sätt […]. Varken folkliga melodier eller imitationer av sådana används i hans musik, men den präglas av en atmosfär av folklig musik. I detta fall säger vi kanske att han fullständigt har anammat den folkliga musikens idiom som därmed blivit hans musikaliska modesrmål. | „ |
| – Bartók 1931/1976, 341–44. | |   |

Bartók kom i kontakt med Debussys musik första gången 1907 och uppskattade den mycket. I en intervju 1939 sade Bartók:
| ”                  | Debussys stora gåva till musiken var att han väckte musikernas medvetande om harmoniken och dess möjligheter. På så sätt var han lika viktig som Beethoven, som uppenbarade möjligheterna av ett växande formsystem, eller Bach som visade oss kontrapunktens överlägsna betydelse. Så, vad jag alltid frågar mig själv, är: Är det möjligt att skapa en syntes av dessa tre mästare, en levande syntes som är giltig också i vår tid? | „ |
| – Moreux 1953, 92) | |   |

Debussys inflytande är tydligt i de fjorton bagatellerna (1908). Dessa fick Ferruccio Busoni att utbrista: ”Äntligen något nytt!” Fram till 1911 komponerade Bartók musik i många olika stilar; den senromantiska, folkmusikarrangemangen, den modernistiska operan Riddar Blåskäggs borg är några exempel. Det negativa mottagande av hans verk ledde till att han i huvudsak ägnade sig åt musikforskning efter 1911 och övergav komponerandet med undantag för folkvisearrangemangen.

### Ny inspiration och experimentlusta 1916–1921
Bartóks pessimistiska inställning till komponerandet försvann vid det stormiga och inspirerande mötet med Klára Gombossy sommaren 1915. Denna intressanta episod i Bartóks liv förblev okänd tills den upptäcktes av Denijs Dille mellan 1979 och 1989. Bartók började komponera igen och skrev pianosviten op 14 (1916), Träprinsen (1917) och Den sällsamme Mandarinen (1918).
Resultatet av första världskriget upplevde Bartók som en personlig tragedi. Många av de landsdelar han älskade avskildes från Ungern. Bland andra Transsylvanien, Banatet och Pozsony där hans mor bodde. Dessutom medförde den fientliga inställning till Ungern, som många stater som var efterföljare till det forna Österrike-Ungern visade, att han hindrades i sina musikologiska studier. 
Han arbetade hårt och var extremt kreativ. Resultatet blev Sonat för violin och piano, nr 1. Detta sista verk med opusnummer saknar tydliga melodier och även tonalitet.
Med det märkliga ”Åtta improvisationer över ungerska folksånger”, Sonat för violin och piano nr 2 (1922) och den soliga Danssvit (1923, samma år som hans andra giftermål) har samtliga Bartóks verk 1919–1925 berörts.

### En syntes av Öst och Väst 1926–1945

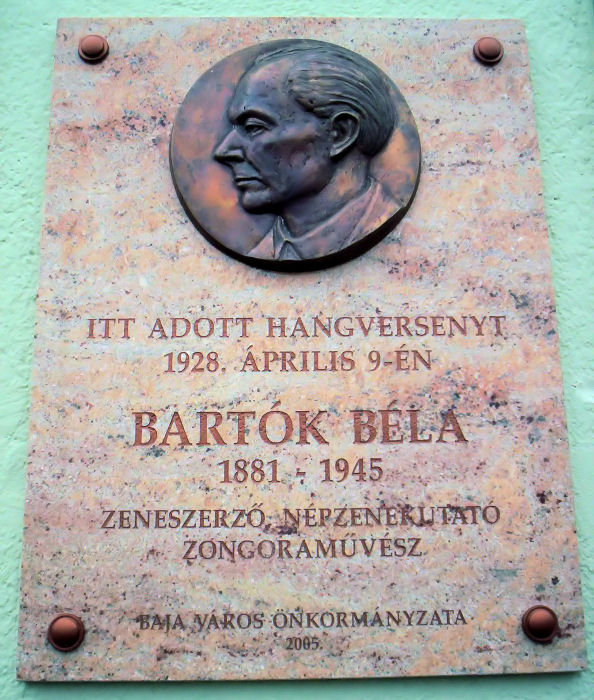
Minnesplakett över Bartók i Baja i Ungern.

1926 behövde Bartók ett större stycke för piano och orkester som han skulle kunna turnera med i Europa och USA. Som förberedelse för sin första pianokonsert skrev han pianosonaten Szabadban (I det fria), och Nio småstycken för solopiano. Senare sade han att han under sitt ”pianoår” rörde sig från en beethovensk till en bachsk estetik. Gradvis fann han vägen till en egen mogen röst. Den musikaliska stilen i hans sista period, kallad ”En syntes av öst och väst” är svår att definiera och att samla under en rubrik. Den karaktäriseras, liksom Stravinskijs musik, av en syntes av många influenser: Väst – Bach och musiken före Bach samt klassicismen och Öst – folkmusiken. I sitt senare liv skrev Bartók ganska lite musik, men det han skrev var för det mesta större verk för stora besättningar. Bara hans vokalmusik har beskrivande titlar och musiken ansluter sig till den klassiska traditionen.
Bland mästerverken finns de sex stråkkvartetterna (1908, 1917, 1927, 1928, 1934 och 1939) och Cantata profana (1930). Detta verk menade Bartók var hans personliga ”Credo”. Därtill Musik för stråkar, slagverk och celesta från 1936, Konsert för orkester (1943) och den tredje pianokonserten 1945.
Bartók gjorde också en bestående insats för pianomusik för barn. Till sin son Péters pianolektioner skrev han Mikrokosmos, en serie av sex häften i stegrande svårighetsgrad som ännu används i pianoundervisningen.

### Musikteoretisk analys
Musikteoretikern Paul Wilson har som de viktigaste dragen i Bartóks musik från 20-talet och framåt betecknat influenserna från den Pannoniska slätten, den europeiska konstmusiken, hans förändrade attityd till – och användning av – tonalitet, utan att använda traditionella harmoniska funktioner förknippade med dur- och mollskalor.
Bartók är en betydande modernist och hans musik består av, eller kan efter en analys sägas bestå av, olika modernistiska tekniker såsom atonalitet, bitonalitet, försvagade harmoniska funktioner, polymodal kromatik, mönster av intervall och sekvenser, intervallmönster använda som grund på samma sätt som den liksvävande tolvtonstekniken, en skala med åtta toner, förminskade ackord, med mera.
En av Bartóks karaktäristiska stilar är ”nattmusik” som han framför allt använder i långsamma delar av flersatsiga verk och orkesterkompositioner från sin mogna period. Den karaktäriseras av kusliga dissonanser som bildar en fond av naturljud och sorgsna melodier. Tredje satsen (Adagio) i Musik för stråkar, slagverk och celesta som används i Stanley Kubricks skräckfilm The Shining är ett exempel på nattmusikstilen.
En annan av Bartóks kännetecken är att han använder bågformen, till exempel i sina fjärde och femte stråkkvartetter, Konserten för orkester, den andra pianokonserten, och, i mindre utsträckning, i den andra violinkonserten.

### Verkförteckningar och opusnummer
Katalogiseringen av Bartóks verk är något komplex. Bartók opusnumrerade sina verk tre gånger, den sista av dessa serier slutar med sonat för violin och piano, nr 1, op. 21 (1921). Han upphör med numreringen på grund av svårigheten att skilja mellan originalverk, etnografiska arrangemang och mellan större och mindre verk. Efter hans död har tre försök – två kompletta och ett partiellt – gjorts att katalogisera. Det första och ännu mest använda är András Szöllősys kronologiska Sz-nummer från 1 till 121. Denijs Dille organiserade om ungdomsverken (Sz. 1–25) tematiskt som DD nr 1–77. Den senaste katalogiseringen är gjord av László Somfai. Denna är ett kronologiskt index som tar upp numren BB 1–129. Den tar upp korrigeringar som baseras på den tematiska Béla Bartók-katalogen.

## Media
- Problem att lyssna på filerna? Mediahjälp (engelska).

## Diskografi i urval
- Konsert för orkester. Philadelphia orchestra. Christoph Eschenbach, dirigent. Ondine ODE 1072-5
- Musik för stränginstrument, slagverk och celesta:
  - Esbo stadsorkester. Jean-Jacques Kantorow, dirigent. BIS 740. Inspelad 1995.
  - Chicagos symfoniorkester. Georg Solti, dirigent. Decca 430352-2. Inspelad 1989.
- Stråkkvartett nr 6. Takácskvartetten. Decca 455 297-2. Inspelad 1996.
- Violinkonsert nr 2. Barnabas Kelemen. Ungerska nationalfilharmonin. Zoltan Kocsis, dirigent. Hungaraton.
- Soloviolinsonat, György Pauk. Naxos. 1994.
- Den sällsamme mandarinen. Seattles symfoniorkester. Gerard Schwarz, dirigent. Naxos.[26]